# Улични певачи
„Улични певачи” је југословенска телевизијска серија снимљена 1980-их година у продукцији Телевизије Београд. 

## Улоге
| Глумац                | Улога                   |
| --------------------- | ----------------------- |
| Милан Лане Гутовић    | (3 еп. 1981-1984)       |
| Жарко Цвејић          | Певач (2 еп. 1981-1984) |
| Марко Николић         | (2 еп. 1981-1984)       |
| Зоран Радмиловић      | (2 еп. 1981-1984)       |
| Горица Поповић        | (2 еп. 1984)            |
| Тања Бошковић         | (1 еп. 1981)            |
| Бора Ђорђевић         | (1 еп. 1981)            |
| Дубравка Зубовић      | (1 еп. 1981)            |
| Ђорђе Балашевић       | (2 еп. 1982-1984)       |
| Александар Берчек     | (1 еп. 1984)            |
| Љиљана Драгутиновић   | (1 еп. 1984)            |
| Миодраг Мики Крстовић | (1 еп. 1984)            |
| Ташко Начић           | (1 еп. 1984)            |
| Весна Пећанац         | (1 еп. 1984)            |
| Злата Петковић        | (1 еп. 1984)            |
| Феђа Стојановић       | (1 еп. 1984)            |
| Бора Тодоровић        | (1 еп. 1984)            |
| Аљоша Вучковић        | (1 еп. 1984)            |
| Радмила Живковић      | (1 еп. 1984)            |

Комплетна ТВ екипа  ▼
| Редитељ              | Ратко Илић        | (1 еп. 1981)                        |
| Композитор           | Варткес Баронијан | (непознат број епизода)             |
| Композитор           | Душан Каруовић    | (непознат број епизода)             |
| Директор фотографије | Душан Стефановић  | (непознат број епизода)             |
| Mонтажер             | Весна Дујмовић    | (непознат број епизода)             |
| Одсек за звук        | Раде Ерцеговац    | тон мајстор (непознат број епизода) |